# ウラジーミル・シューホフ

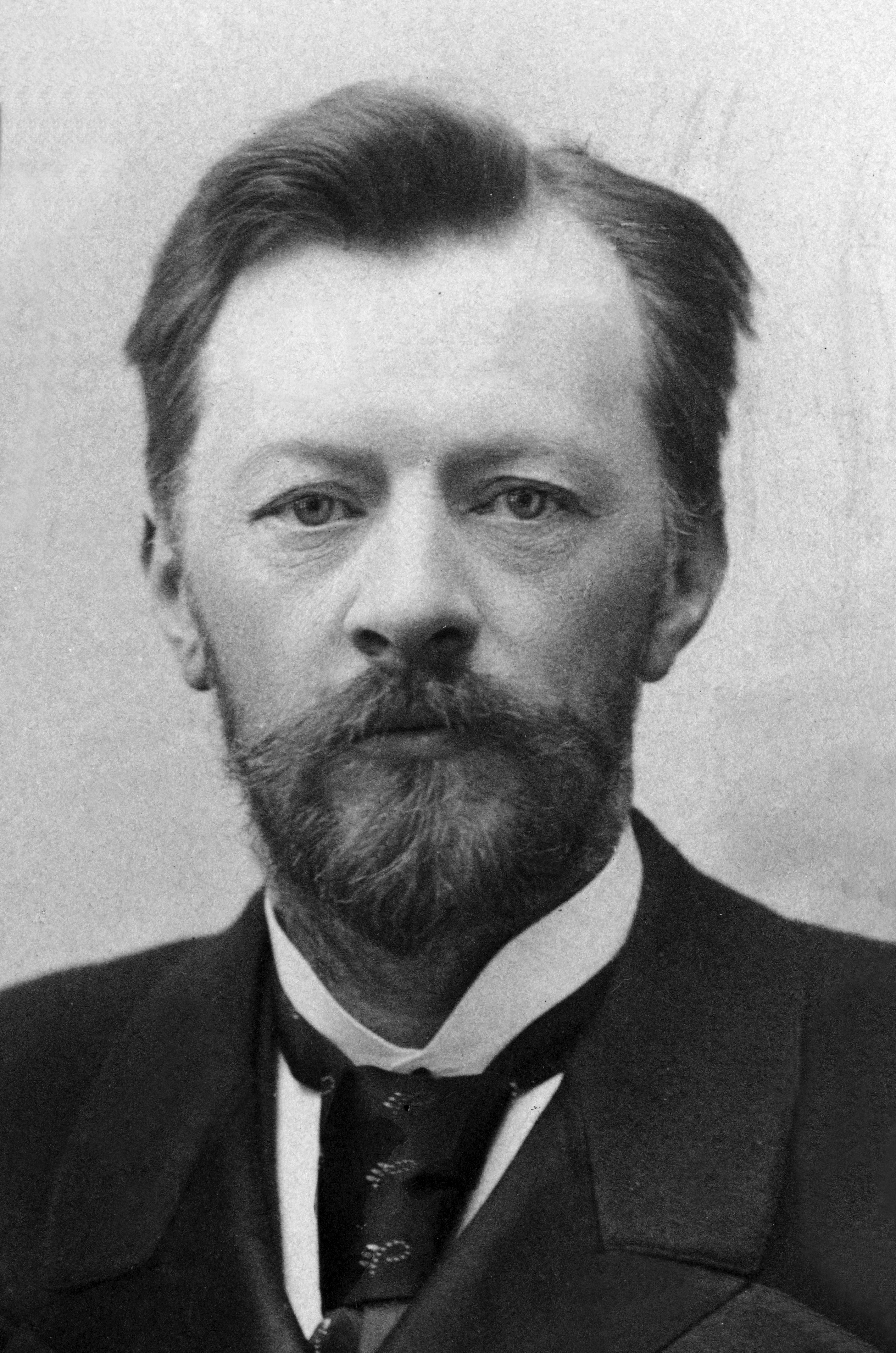
ウラジミール・シューホフ

ウラジーミル・シューホフ（ロシア語: Влади́мир Григо́рьевич Шу́хов, ラテン文字転写: Vladimir Shukhov、1853年8月28日 - 1939年2月2日）は、ロシアの技術者・構造家・建築家である。パイプライン輸送の先駆者とされる。シューホフ・タワーと総称される鉄線を格子状に組んで双曲面構造の外観をもつ塔を創出し、ロシア・アヴァンギャルド建築に大きな影響を与えた。
また417にものぼる鉄橋の設計や河川用の石油タンカーの設計を行った。また石油の接触分解に関する発明や蒸気ボイラーに関する発明で特許を取得するなど、多岐に渡りその才能を発揮した。

## 経歴

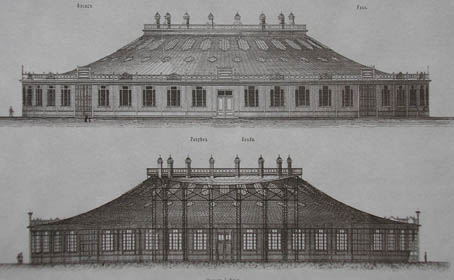
汎ロシア博覧会のロシアパビリオン（1896年）

1853年、ロシアのクルスク地方（現ベルゴロド州）のGrayvoron（Грайворон）という小さな町に生まれた。父親は銀行員だった。
サンクトペテルブルクの学校で学んだ後、1871年に帝国モスクワ工業学校（現、モスクワ工科大学）に入学する。卒業後、1876年に大学の教授に随伴してアメリカ合衆国を見てまわる機会を得た。この旅行ではシンガーのミシンやベルの電話機などの新しい工業技術を目にする。またフィラデルフィア滞在中にロシアの技術会社の「ルコイル」（Lukoil）を経営していたアレクサンドル・バリと知り合いとなり、ルコイルに勤務することになった。
ロシアに戻り、アゼルバイジャンのバクーにあった石油施設の設計に従事する。ここでロシア初の石油パイプライン（全長約10km）の設計にも参加する。バクーでの仕事を認められ、ルコイルの首席技術者になった。その後も河川用の石油タンカーの設計や、1886年から1889年には、シューホフの同僚と共にモスクワの新しい水道システムの設計に参加した。
1879年には、連続接触分解に関する発明で特許を出願（1891年に成立しロシア帝国特許、番号12926）を取得した。後にこの特許はアメリカのスタンダード・オイルとの特許係争に発展した。
バリの事業が鉄道事業におよぶと、シューホフも1892年に初めて鉄道橋の設計する。シューホフは設計する鉄道橋に鉄材の不足を克服し、さらに工期を短縮する工夫を施していった。これ以後、417の鉄橋の設計を行った。
シューホフは鉄橋の設計と平行して大規模建築物の屋根の架構方法の考案を依頼されていた。1893年に完成したグム百貨店（1890年 - 1893年、モスクワ）のアーケードの屋根として採用した、鉄とガラスを組み合わせたヴォールトとして結実した。

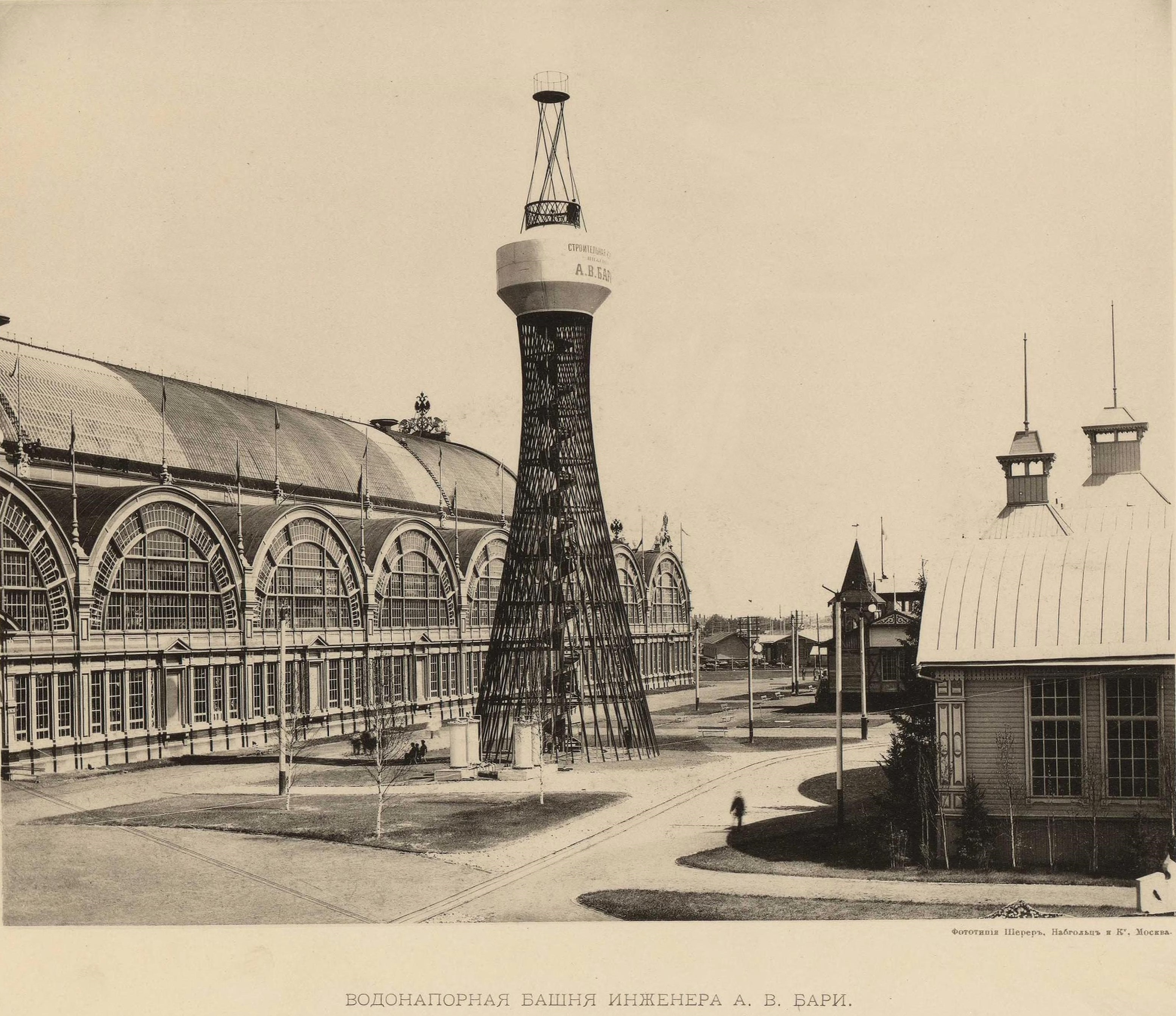
汎ロシア博覧会の給水塔（1896年）。シューホフ・タワーを最初に具現化した作品。

1896年にニジニ・ノヴゴロドで開催された汎ロシア博覧会でのシューホフの仕事は彼の名前を有名にした。汎ロシア博覧会においてバリの会社は8つのパビリオンと給水塔を請け負った。シューホフの設計したパビリオンは鉄ケーブルのみで吊り構造をつくり、これに金属シートを張るという手法を用いた。この設計で鉄の使用量を削減しても、冬の積雪でも十分に耐えられる強度を持つことを示した。また給水塔はシルエットに双曲面構造を用いた。鉄の使用量を削減し、かつ強度を維持するために彼の用いた解は鉄線を格子型につなぎ合わせていく方法であった。1895年、この構造について特許を取得した。この給水塔の高さ25.6mで比較的少ない鉄の使用量だったが、上部には110トンの水槽を持ち上げていた。この給水塔は特に評判をよび、その後、100を超える給水塔の建設依頼が舞い込んだ。
1896年には、新しい蒸気ボイラーで特許を取得（ロシア帝国特許、番号15434および番号15435）。このボイラーは1900年に開催したパリ万国博覧会に出品され、金賞を受賞した。
1911年にモスクワの中央郵便局の屋根部分を設計し、1917年にはモスクワのキエフ駅のプラットフォームを被う鉄とガラスのヴォールトを設計した。

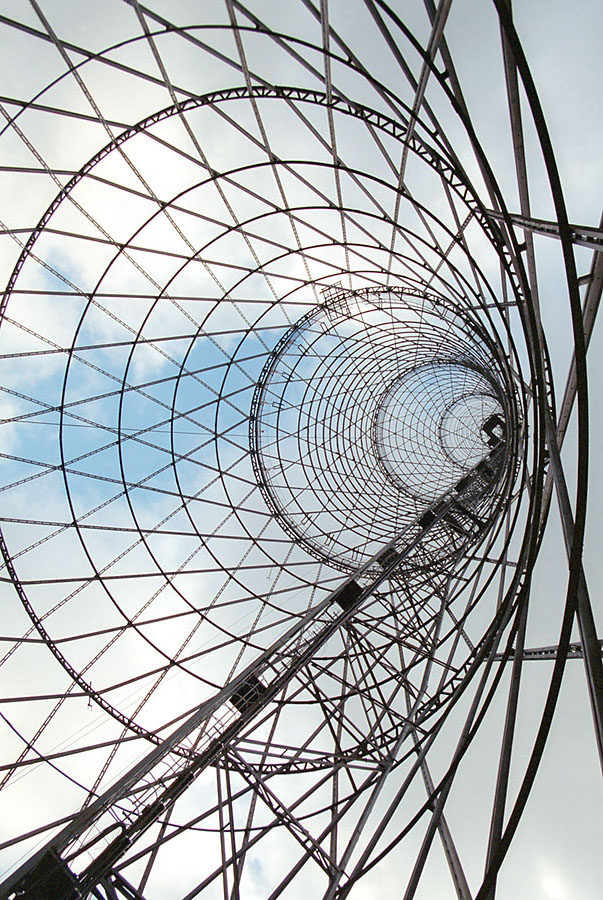
シャーボロフスカヤのラジオ塔（1922年、モスクワ）

ロシア革命後、バリの会社は国有化され、シューホフにはディレクターの地位を与えられた。革命政府からシャーボロフスカヤのラジオ塔（1922年、モスクワ）を設計を命じられた。当初高さを350mで設計したが、鉄不足のため150mに短縮して1922年に完成した。それでもこの塔は、独特のスタイルはソヴィエトという新時代の幕開けを告げる印象を与えた。フランスパリのエッフェル塔の鉄の使用量が8800トンであったのに対し、シューホフの塔の設計では、高さ350m設計時の鉄の使用量が2200トンと軽量であった。

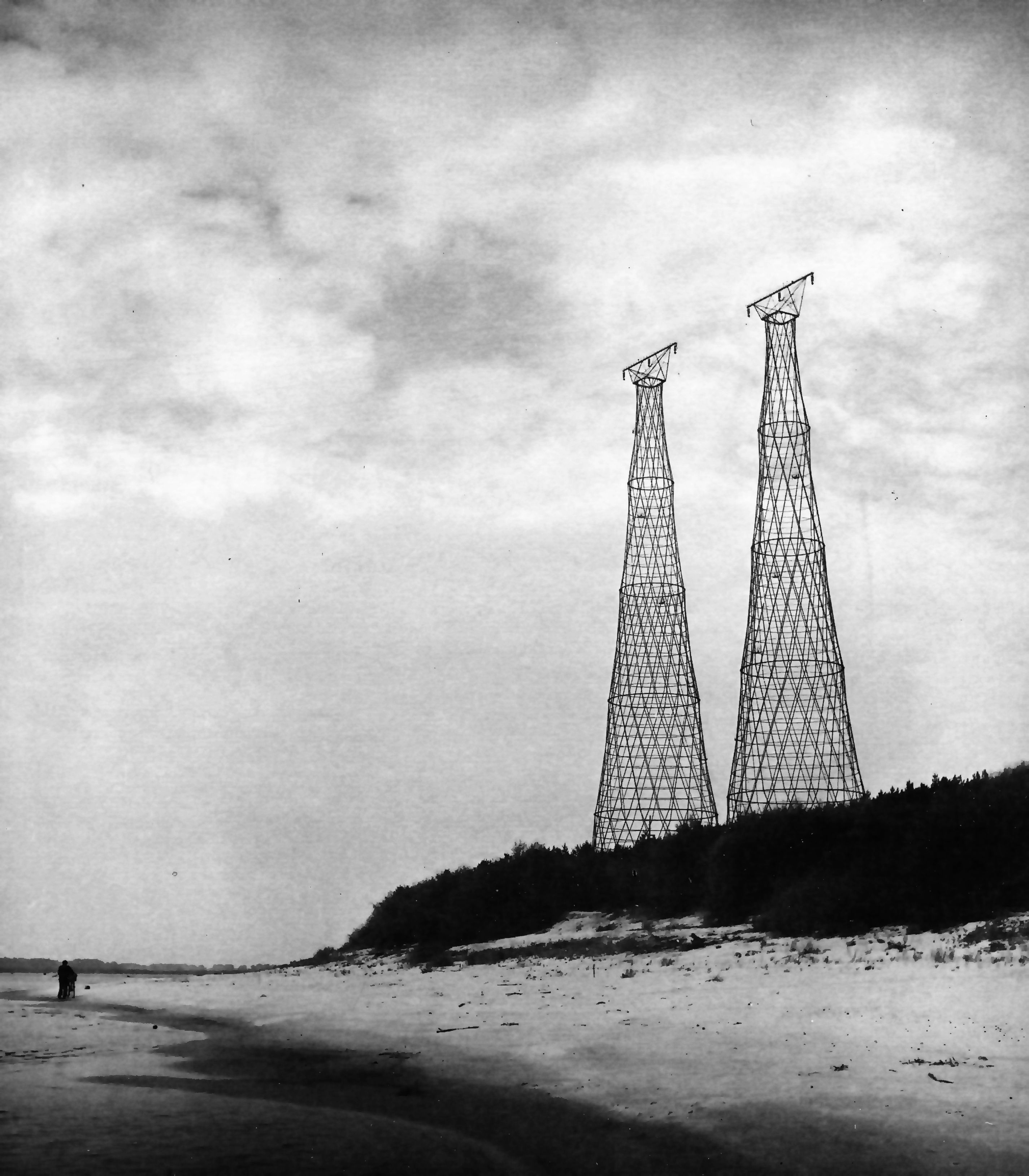
ニーグル地方、オカ川の送電線鉄塔（1927年 - 1929年）

1920年代末にシューホフは再び塔を設計する機会に恵まれた。ニーグル地方の送電システムの設計が依頼された。鉄塔の高さは60mから120m程度だったが、鉄塔はさらに洗練を受け、軽量化に成功した。
1929年にレーニン賞を受賞し、ソビエト科学アカデミーの会員に選出される。1939年にモスクワで死去。モスクワのノボデヴィッチェ墓地に埋葬された。
シューホフの最後の仕事は、サマルカンドにあったウルグ・ベク・マドラサの地震で傾いたミナレットの修理であった。

## 主な作品

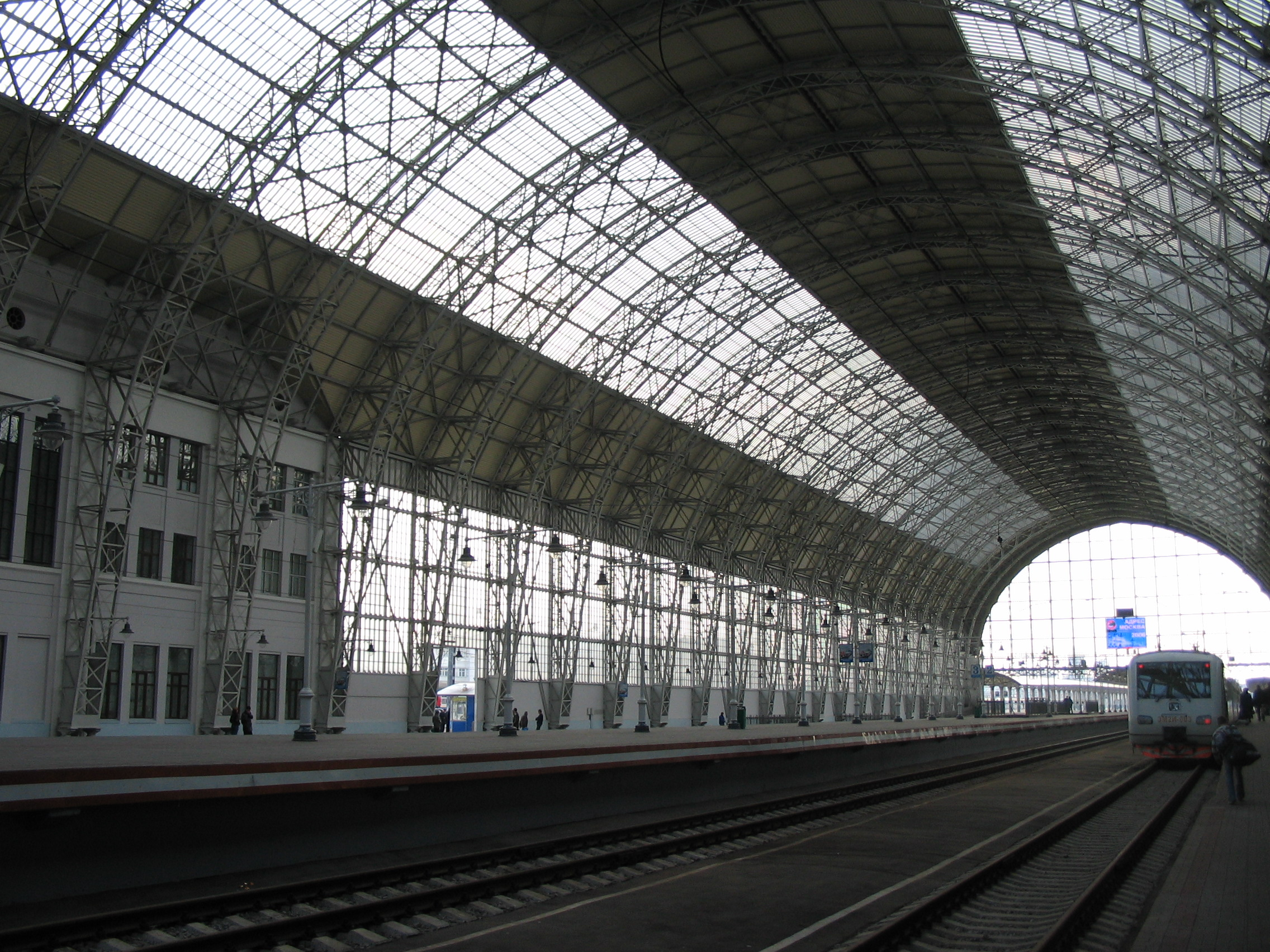
キエフ駅（1912年 - 1917年、モスクワ）のプラットフォーム

- グム百貨店のヴォールト（1890年 - 1893年、モスクワ）
- 汎ロシア博覧会の給水塔（1896年）
- 汎ロシア博覧会のパビリオン（1896年）
- プーシキン美術館（1898年 - 1912年、モスクワ）

ガラス張りのキャンティレバーと暖房システムを設計。
- モスクワ中央郵便局（1911年 - 1913年、モスクワ）
- キエフ駅のプラットフォーム（1912年 - 1917年、モスクワ）

ロシア革命前の最後の作品。駅舎は、が設計。
- シャーボロフスカヤのラジオ塔（1922年、モスクワ）

モスクワのテレビ・ラジオ電波塔。ロシア革命後初の大型構造物だった。
- ニーグル地方のオカ川の送電線鉄塔（1927年 - 1929年）

## 参考文献

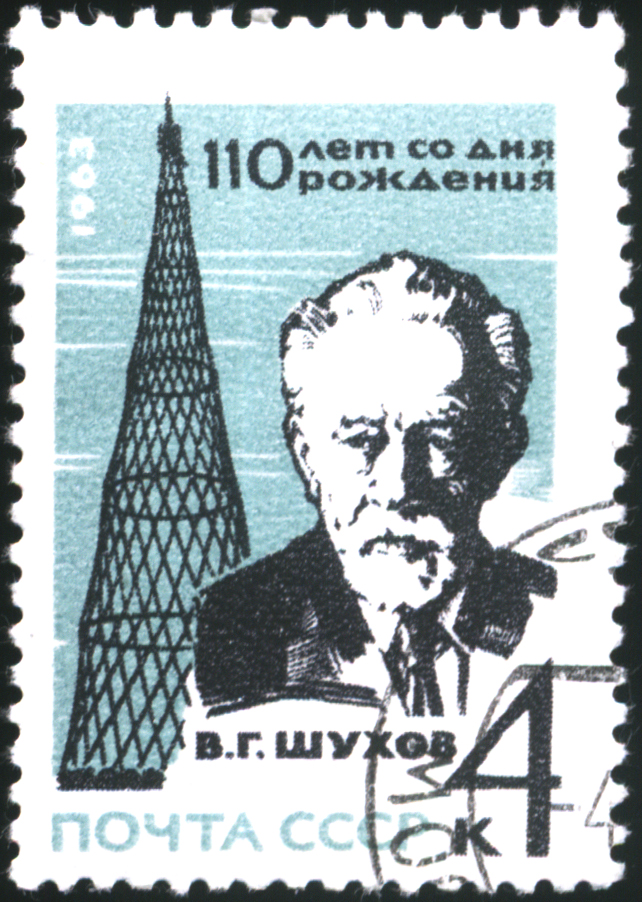
シューホフの業績を称えた記念切手（1963年、ソビエト連邦）